# Colnago-CSF Inox/Saison 2012
Dieser Artikel listet Erfolge und Fahrer des Radsportteams Colnago-CSF Inox in der Saison 2012 auf.

## Erfolge in der UCI WorldTour
Bei den Rennen der UCI WorldTour im Jahr 2012 gelangen dem Team nachstehende Erfolge.
| Datum   | Rennen                  | Fahrer             |
| ------- | ----------------------- | ------------------ |
| 13. Mai | 8. Etappe Giro d’Italia | Domenico Pozzovivo |

## Erfolge in der UCI Asia Tour
Bei den Rennen der UCI Asia Tour im Jahr 2012 gelangen dem Team nachstehende Erfolge.
| Datum   | Rennen                     | Kat. | Fahrer       |
| ------- | -------------------------- | ---- | ------------ |
| 1. März | 7. Etappe Tour de Langkawi | 2.HC | Marco Canola |

## Erfolge in der UCI Europe Tour
Bei den Rennen der UCI Europe Tour im Jahr 2012 gelangen dem Team nachstehende Erfolge.
| Datum        | Rennen                                        | Kat. | Fahrer                |
| ------------ | --------------------------------------------- | ---- | --------------------- |
| 19. April    | 3. Etappe Giro del Trentino                   | 2.HC | Domenico Pozzovivo    |
| 20. April    | Gesamtwertung Giro del Trentino               | 2.HC | Domenico Pozzovivo    |
| 26. April    | 5. Etappe Presidential Cycling Tour of Turkey | 2.HC | Andrea Di Corrado     |
| 27. April    | 6. Etappe Presidential Cycling Tour of Turkey | 2.HC | Sacha Modolo          |
| 16. Juni     | 3. Etappe Tour of Slovenia                    | 2.1  | Domenico Pozzovivo    |
| 3. Juli      | 3. Etappe Österreich-Rundfahrt                | 2.HC | Sacha Modolo          |
| 6. Juli      | 6. Etappe Österreich-Rundfahrt                | 2.HC | Sacha Modolo          |
| 16. August   | Coppa Bernocchi                               | 1.1  | Sacha Modolo          |
| 3. September | 1b. Etappe Giro di Padania                    | 2.1  | Mannschaftszeitfahren |
| 4. September | 2. Etappe Giro di Padania                     | 2.1  | Sacha Modolo          |

## Abgänge – Zugänge
| Zugänge                | Team 2011 | Abgänge                        | Team 2012           |
| ---------------------- | --------- | ------------------------------ | ------------------- |
| Enrico Battaglin       | Neoprofi  | Manuel Belletti                | AG2R La Mondiale    |
| Marco Canola           | Neoprofi  | Simone Stortoni                | Lampre-ISD          |
| Sonny Colbrelli        | Neoprofi  | Federico Canuti                | Liquigas-Cannondale |
| Marco Coledan          | Neoprofi  | Marco Frapporti                | Team Idea           |
| Christian Delle Stelle | Neoprofi  | Manuele Caddeo                 | Unbekannt           |
| Andrea Di Corrado      | Neoprofi  | Alberto Contoli (bis 30. März) | Unbekannt           |
| Stefano Locatelli      | Neoprofi  | Andrea Piechele (bis 10. Mai)  | Unbekannt           |

## Mannschaft
| Name                   | Geburtstag         | Nationalität |              |
| ---------------------- | ------------------ | ------------ | ------------ |
| Enrico Battaglin       | 17. November 1989  | Italien      |              |
| Gianluca Brambilla     | 22. August 1987    | Italien      |              |
| Marco Canola           | 26. Dezember 1988  | Italien      |              |
| Sonny Colbrelli        | 17. Mai 1990       | Italien      |              |
| Marco Coledan          | 22. August 1988    | Italien      |              |
| Christian Delle Stelle | 4. Februar 1989    | Italien      |              |
| Andrea Di Corrado      | 13. August 1988    | Italien      |              |
| Paolo Locatelli        | 4. November 1989   | Italien      |              |
| Stefano Locatelli      | 26. Februar 1989   | Italien      |              |
| Omar Lombardi          | 16. September 1989 | Italien      |              |
| Sacha Modolo           | 19. Juni 1987      | Italien      |              |
| Angelo Pagani          | 4. August 1988     | Italien      |              |
| Andrea Pasqualon       | 2. Januar 1988     | Italien      |              |
| Stefano Pirazzi        | 11. März 1987      | Italien      |              |
| Domenico Pozzovivo     | 30. November 1982  | Italien      |              |
| Filippo Savini         | 2. Mai 1985        | Italien      |              |
| Stagiaires             | Stagiaires         | Nationalität | Nationalität |
| Enrico Barbin          | Enrico Barbin      | Italien      |              |
| Nicola Boem            | Nicola Boem        | Italien      |              |
| Roberto Giacobazzi     | Roberto Giacobazzi | Italien      |              |